# Argyrolepidia integra
Argyrolepidia integra är en fjärilsart som beskrevs av Jordan 1904. Argyrolepidia integra ingår i släktet Argyrolepidia och familjen nattflyn. Inga underarter finns listade i Catalogue of Life.